# San Andrés de Giles (Buenos Aires)
Pour les articles homonymes, voir San Andrés de Giles.
San Andrés de Giles est une localité argentine située dans le partido homonyme, dans la province de Buenos Aires.

## Démographie
La localité compte 16 243 habitants (Indec, 2010), ce qui représente un déclin de 16 % par rapport au précédent recensement qui comptait 13 941 habitants en 2001.

## Religion
| Diocèse  | Mercedes-Luján     |
| -------- | ------------------ |
| Paroisse | San Andrés Apóstol |